# Tim Smyczek
Tim Smyczek (Milwaukee, 30 dicembre 1987) è un ex tennista statunitense.

## Carriera
Ha ottenuto il suo best ranking in singolare il 6 aprile 2015 con la 68ª posizione, mentre nel doppio divenne il 24 febbraio 2014, il 160º del ranking ATP.
Allenato dall'ex tennista Steve DeVries, vinse in carriera, in singolare un unico torneo del circuito ATP Challenger Series nel 2012 al Tallahassee Tennis Challenger; in quell'occasione superò in finale il canadese Frank Dancevic per ritiro. Nell'US Open 2012, dopo aver superato il tabellone di qualificazione, raggiunse il secondo turno grazie alla vittoria sul connazionale Bobby Reynolds, anch'egli qualificato, prima di venir sconfitto dalla testa di serie numero diciassette, il giapponese Kei Nishikori in tre set.

## Statistiche

### Doppio

#### Finali perse (1)
| Legenda                   |
| Grande Slam (0)           |
| ATP World Tour Finals (0) |
| ATP Masters 1000 (0)      |
| ATP World Tour 500 (0)    |
| ATP World Tour 250 (1)    |

| Numero | Data           | Torneo                                     | Superficie | Compagno       | Avversari in finale                  | Punteggio           |
| 1.     | 15 luglio 2013 | Hall of Fame Tennis Championships, Newport | Erba       | Rhyne Williams | Nicolas Mahut Édouard Roger-Vasselin | 7–6(4), 2–6, [5–10] |

### Tornei minori

#### Singolare

##### Vittorie (8)
| Legenda tornei minori |
| Challenger (7)        |
| Futures (1)           |

| Numero | Data             | Torneo                                                | Superficie  | Avversario in finale | Punteggio        |
| 1.     | 14 maggio 2006   | U.S.A. F10, Orange Park                               | Terra rossa | Nikita Kryvonos      | 3-6, 6-3, 6-2    |
| 2.     | 7 aprile 2012    | Tallahassee Tennis Challenger, Tallahassee            | Cemento     | Frank Dancevic       | 7-5, rit.        |
| 3.     | 18 novembre 2012 | JSM Challenger, Champaign                             | Cemento (i) | Jack Sock            | 2–6, 7–6(1), 7–5 |
| 4.     | 10 novembre 2013 | Knoxville Challenger, Knoxville                       | Cemento (i) | Peter Polansky       | 6-4, 6-2         |
| 5.     | 7 febbraio 2015  | Challenger of Dallas, Dallas                          | Cemento (i) | Rajeev Ram           | 6-2, 4-1 rit.    |
| 6.     | 4 ottobre 2015   | Tiburon Challenger, Tiburon                           | Cemento     | Denis Kudla          | 1-6, 6-1, 7–6(7) |
| 7.     | 5 novembre 2017  | Charlottesville Men's Pro Challenger, Charlottesville | Cemento     | Tennys Sandgren      | 6(5)–7, 6-3, 6-2 |
| 8.     | 19 novembre 2017 | JSM Challenger, Champaign                             | Cemento     | Bjorn Fratangelo     | 6-2, 6-4         |

##### Finali perse (8)
| Legenda tornei minori |
| Challenger (6)        |
| Futures (2)           |

| Numero | Data              | Torneo                                                   | Superficie | Avversario in finale | Punteggio        |
| 1.     | 23 settembre 2007 | U.S.A. F23, California                                   | Cemento    | Michael McClune      | 4-6, 2-6         |
| 2.     | 16 marzo 2008     | U.S.A. F6 Texas                                          | Cemento    | Artem Sitak          | 4-6, 2-6         |
| 3.     | 5 luglio 2009     | Nielsen USTA Pro Tennis Championship, Winnetka           | Cemento    | Alex Kuznetsov       | 4–6, 6(1)–7      |
| 4.     | 28 marzo 2010     | Men's Rimouski Challenger, Rimouski                      | Cemento    | Rik de Voest         | 0–6, 5–7         |
| 5.     | 3 luglio 2010     | Nielsen USTA Pro Tennis Championship, Winnetka           | Cemento    | Brian Dabul          | 1–6, 6–1, 1–6    |
| 6.     | 6 ottobre 2013    | Natomas Men's Professional Tennis Tournament, Sacramento | Cemento    | Donald Young         | 5-7, 3-6         |
| 7.     | 28 settembre 2014 | Napa Valley Challenger, Napa                             | Cemento    | Sam Querrey          | 3-6, 1-6         |
| 8.     | 22 marzo 2015     | Irving Tennis Classic, Irving                            | Cemento    | Aljaž Bedene         | 6(3)–7, 6-3, 3-6 |

#### Doppio

##### Vittorie (4)
| Legenda tornei minori |
| Challenger (2)        |
| Futures (2)           |

| Numero | Data             | Torneo                                                | Superficie | Compagno         | Avversari in finale                  | Punteggio        |
| 1.     | 27 febbraio 2006 | U.S.A. F5, Harlingen                                  | Cemento    | Brendan Evans    | Johan Brunström Phil Stolt           | 7–6(4), 6-3      |
| 2.     | 15 gennaio 2007  | U.S.A. F2, North Miami Beach                          | Cemento    | Ryan Sweeting    | James Cerretani Antonio Ruiz Rosales | 6-3, 6-2         |
| 3.     | 21 aprile 2008   | Baton Rouge Pro Tennis Classic, Baton Rouge           | Cemento    | Phillip Simmonds | Ryan Harrison Michael Venus          | 2-6, 6-1, [10-4] |
| 4.     | 3 novembre 2013  | Charlottesville Men's Pro Challenger, Charlottesville | Cemento    | Steve Johnson    | Jarmere Jenkins Donald Young         | 6–4, 6–3         |

##### Finali perse (4)
| Legenda tornei minori |
| Challenger (3)        |
| Futures (1)           |

| Numero | Data              | Torneo                        | Superficie  | Compagno        | Avversari in finale               | Punteggio             |
| 1.     | 27 febbraio 2006  | U.S.A. F3, Boca Raton         | Cemento     | Ryan Sweeting   | Joel Kielbowic Ryan Stotland      | 7–6(5), 4-6, 0-1 rit. |
| 2.     | 28 aprile 2013    | Savannah Challenger, Savannah | Terra verde | Michael Russell | Tejmuraz Gabašvili Denys Molčanov | 2-6, 5-7              |
| 3.     | 29 settembre 2013 | Napa Valley Challenger, Napa  | Cemento     | Steve Johnson   | Bobby Reynolds John-Patrick Smith | 4-6, 6(2)–7           |
| 4.     | 28 settembre 2014 | Napa Valley Challenger, Napa  | Cemento     | Bradley Klahn   | Peter Polansky Adil Shamasdin     | 6(7)–7, 1-6           |